# 30e cérémonie des Hong Kong Film Awards
La 30e cérémonie des Hong Kong Film Awards s'est déroulé le 17 avril 2011.

## Meilleur film
★  Kung-Fu Masters de Derek Kwok et Clement Cheng
- Détective Dee : Le Mystère de la flamme fantôme de Tsui Hark
- Ip Man 2 de Wilson Yip
- Le Règne des assassins de Su Chao-bin et John Woo
- The Stool Pigeon de Dante Lam

## Meilleur réalisateur
★  Tsui Hark pour Détective Dee : Le Mystère de la flamme fantôme
- Derek Kwok et Clement Cheng pour Kung-Fu Masters
- Wilson Yip pour Ip Man 2
- Su Chao-bin pour Le Règne des assassins
- Dante Lam pour The Stool Pigeon

## Meilleur acteur
★  Nicholas Tse pour The Stool Pigeon

## Meilleure actrice
★  Carina Lau pour Détective Dee : Le Mystère de la flamme fantôme

## Meilleur second rôle masculin
- Chao Deng pour Détective Dee : Le Mystère de la flamme fantôme
- Tony Ka Fai Leung pour Détective Dee : Le Mystère de la flamme fantôme

## Meilleure photographie
- Chan Chi Ying et Chor Keung Chan pour Détective Dee : Le Mystère de la flamme fantôme Petit-dé Fandyou (kernis)

## Meilleur montage
- Chi-Wai Yau pour Détective Dee : Le Mystère de la flamme fantôme

## Meilleure direction artistique
★  Sung Pong Choo pour Détective Dee : Le Mystère de la flamme fantôme

## Meilleurs costumes et maquillages
★  Bruce Yu pour Détective Dee : Le Mystère de la flamme fantôme

## Meilleure musique de film
- Peter Kam pour Détective Dee : Le Mystère de la flamme fantôme

## Meilleur son
★  Danrong Wang et Nan Zhao pour Détective Dee : Le Mystère de la flamme fantôme

## Meilleurs effets visuels
★  Détective Dee : Le Mystère de la flamme fantôme

## Meilleure chorégraphie d'action
- Sammo Kam-Bo Hung pour Détective Dee : Le Mystère de la flamme fantôme

## Meilleur film asiatique
★  Confessions de Tetsuya Nakashima

## Récompenses spéciales

### Lifetime Achievement Award
- Terry Lai Siu-ping

### Professional Spirit Award
- Willie Chan